# Luca Hänni/Diskografie
Diese Diskografie ist eine Übersicht über die musikalischen Werke des Schweizer Popsängers Luca Hänni. Den Schallplattenauszeichnungen zufolge hat er bisher mehr als 60.000 Tonträger verkauft. Seine erfolgreichste Veröffentlichung ist das Debütalbum My Name Is Luca mit über 25.000 verkauften Einheiten.

## Alben

### Studioalben
| Jahr | Titel Musiklabel                       | Höchstplatzierung, Gesamtwochen, AuszeichnungChartplatzierungen (Jahr, Titel, Musiklabel, Platzierungen, Wochen, Auszeichnungen, Anmerkungen) | Höchstplatzierung, Gesamtwochen, AuszeichnungChartplatzierungen (Jahr, Titel, Musiklabel, Platzierungen, Wochen, Auszeichnungen, Anmerkungen) | Höchstplatzierung, Gesamtwochen, AuszeichnungChartplatzierungen (Jahr, Titel, Musiklabel, Platzierungen, Wochen, Auszeichnungen, Anmerkungen) | Anmerkungen                                           |
| Jahr | Titel Musiklabel                       | DE | AT | CH | Anmerkungen                                           |
| ---- | -------------------------------------- | --- | --- | --- | ----------------------------------------------------- |
| 2012 | My Name Is Luca Polydor (UMG)          | DE2 (13 Wo.)DE | AT1 Gold · (13 Wo.)AT | CH1 Gold · (18 Wo.)CH | Erstveröffentlichung: 18. Mai 2012 Verkäufe: + 25.000 |
| 2013 | Living the Dream Orange Red (UMG)      | DE17 (5 Wo.)DE | AT8 (4 Wo.)AT | CH1 (7 Wo.)CH | Erstveröffentlichung: 19. April 2013                  |
| 2015 | When We Wake Up Muve Recordings (PIAS) | DE81 (1 Wo.)DE | AT47 (1 Wo.)AT | CH6 (5 Wo.)CH | Erstveröffentlichung: 18. September 2015              |
| 2020 | 110 Karat Muve Recordings (PIAS)       | DE74 (1 Wo.)DE | — | CH2 (10 Wo.)CH | Erstveröffentlichung: 9. Oktober 2020                 |

### Gemeinschaftsalben
| Jahr | Titel Musiklabel                          | Höchstplatzierung, Gesamtwochen, AuszeichnungChartplatzierungen (Jahr, Titel, Musiklabel, Platzierungen, Wochen, Auszeichnungen, Anmerkungen) | Höchstplatzierung, Gesamtwochen, AuszeichnungChartplatzierungen (Jahr, Titel, Musiklabel, Platzierungen, Wochen, Auszeichnungen, Anmerkungen) | Höchstplatzierung, Gesamtwochen, AuszeichnungChartplatzierungen (Jahr, Titel, Musiklabel, Platzierungen, Wochen, Auszeichnungen, Anmerkungen) | Anmerkungen                                            |
| Jahr | Titel Musiklabel                          | DE | AT | CH | Anmerkungen                                            |
| ---- | ----------------------------------------- | --- | --- | --- | ------------------------------------------------------ |
| 2014 | Dance Until We Die Future Records (K-tel) | DE51 (1 Wo.)DE | AT38 (1 Wo.)AT | CH6 (5 Wo.)CH | Erstveröffentlichung: 11. April 2014 mit Christopher S |

### EPs
| Jahr | Titel Musiklabel            | Anmerkungen                             |
| ---- | --------------------------- | --------------------------------------- |
| 2020 | Live Muve Recordings (PIAS) | Erstveröffentlichung: 23. Dezember 2020 |

## Singles

### Als Leadmusiker
| Jahr | Titel Album                             | Höchstplatzierung, Gesamtwochen, AuszeichnungChartplatzierungen (Jahr, Titel, Album, Platzierungen, Wochen, Auszeichnungen, Anmerkungen) | Höchstplatzierung, Gesamtwochen, AuszeichnungChartplatzierungen (Jahr, Titel, Album, Platzierungen, Wochen, Auszeichnungen, Anmerkungen) | Höchstplatzierung, Gesamtwochen, AuszeichnungChartplatzierungen (Jahr, Titel, Album, Platzierungen, Wochen, Auszeichnungen, Anmerkungen) | Anmerkungen                                                           |
| Jahr | Titel Album                             | DE | AT | CH | Anmerkungen                                                           |
| --- | --------------------------------------- | --- | --- | --- | --------------------------------------------------------------------- |
| 2012 | Don’t Think About Me My Name Is Luca    | DE1 (8 Wo.)DE | AT1 (6 Wo.)AT | CH1 Gold · (6 Wo.)CH | Erstveröffentlichung: 2. Mai 2012 Verkäufe: + 15.000                  |
| 2012 | I Will Die for You My Name Is Luca      | DE54 (2 Wo.)DE | AT46 (3 Wo.)AT | CH37 (3 Wo.)CH | Erstveröffentlichung: 24. August 2012                                 |
| 2013 | Shameless Living the Dream              | DE49 (3 Wo.)DE | AT46 (2 Wo.)AT | CH25 (3 Wo.)CH | Erstveröffentlichung: 12. April 2013                                  |
| 2014 | I Can’t Get No Sleep Dance Until We Die | — | — | CH24 (1 Wo.)CH | Erstveröffentlichung: 11. April 2014 mit Christopher S                |
| 2014 | Good Time Dance Until We Die            | — | — | CH28 (1 Wo.)CH | Erstveröffentlichung: 13. Juni 2014 mit Christopher S                 |
| 2014 | Only One You –                          | — | — | CH56 (1 Wo.)CH | Erstveröffentlichung: 28. November 2014                               |
| 2015 | Set the World on Fire When We Wake Up   | — | — | CH35 (5 Wo.)CH | Erstveröffentlichung: 15. Mai 2015                                    |
| 2015 | Wonderful When We Wake Up               | — | — | CH58 (1 Wo.)CH | Erstveröffentlichung: 28. August 2015                                 |
| 2016 | You Only Live Once –                    | — | — | — | Erstveröffentlichung: 29. Juli 2016 mit Lea Lu                        |
| 2017 | Powder 110 Karat                        | — | — | CH29 (3 Wo.)CH | Erstveröffentlichung: 13. Oktober 2017                                |
| 2018 | Signs 110 Karat                         | — | — | CH53 (1 Wo.)CH | Erstveröffentlichung: 13. April 2018                                  |
| 2018 | Bei mir –                               | — | — | — | Erstveröffentlichung: 25. Dezember 2018                               |
| 2019 | She Got Me 110 Karat                    | DE62 (1 Wo.)DE | AT26 (1 Wo.)AT | CH1 Platin · (42 Wo.)CH | Erstveröffentlichung: 8. März 2019 Verkäufe: + 20.000                 |
| 2019 | Bella Bella 110 Karat                   | — | — | CH45 (1 Wo.)CH | Erstveröffentlichung: 6. September 2019                               |
| 2019 | Nebenbei 110 Karat                      | — | — | CH64 (1 Wo.)CH | Erstveröffentlichung: 20. Dezember 2019                               |
| 2020 | Nie mehr allein 110 Karat               | — | — | — | Erstveröffentlichung: 6. März 2020                                    |
| 2020 | Diamant 110 Karat                       | — | — | CH65 (1 Wo.)CH | Erstveröffentlichung: 22. Mai 2020                                    |
| 2021 | Wo warst du –                           | — | — | — | Erstveröffentlichung: 2. April 2021                                   |
| 2021 | Durch die Nacht –                       | — | — | — | Erstveröffentlichung: 16. April 2021 mit Sunlike Brothers             |
| 2021 | Dynamit –                               | — | — | — | Erstveröffentlichung: 13. August 2021                                 |
| 2021 | Just You and Me –                       | — | — | — | Erstveröffentlichung: 22. Oktober 2021                                |
| 2021 | You Broke Me First –                    | — | — | — | Erstveröffentlichung: 12. November 2021 mit Kaluma & Sunlike Brothers |
| 2021 | Herz durch die Wand –                   | — | — | — | Erstveröffentlichung: 17. Dezember 2021                               |
| 2022 | Warum musstest du gehen –               | — | — | — | Erstveröffentlichung: 14. Januar 2022                                 |
| 2022 | Millionär –                             | — | — | — | Erstveröffentlichung: 11. Februar 2022                                |
| 2022 | Ma bonita –                             | — | — | — | Erstveröffentlichung: 15. Juli 2022 mit Sarah Engels                  |
| 2022 | Clouds –                                | — | — | — | Erstveröffentlichung: 14. Oktober 2022                                |
| 2023 | Trompete –                              | — | — | — | Erstveröffentlichung: 24. Februar 2023                                |
| 2023 | Salsa ganze Nacht –                     | — | — | — | Erstveröffentlichung: 31. März 2023                                   |
| 2023 | Not Everyone’s Darling –                | — | — | — | Erstveröffentlichung: 7. Mai 2023 mit Patricia Kelly                  |
| 2023 | Fire –                                  | — | — | — | Erstveröffentlichung: 6. Oktober 2023 mit Sunlike Brothers            |
| Folgende Lieder erschienen nicht als Single, wurden aber durch das Album zum Download und Streaming bereitgestellt und konnten somit eine Platzierung erlangen: |                                         | | | |                                                                       |
| |                                         | | | |                                                                       |
| 2012 | The A Team My Name Is Luca              | — | — | CH44 (1 Wo.)CH | Charteinstieg: 3. Juni 2012 Original: Ed Sheeran                      |
| 2012 | Allein Allein My Name Is Luca           | — | — | CH55 (1 Wo.)CH | Charteinstieg: 3. Juni 2012 Original: Polarkreis 18                   |

### Als Gastmusiker
| Jahr | Titel Album     | Anmerkungen                                                        |
| ---- | --------------- | ------------------------------------------------------------------ |
| 2021 | There for You – | Erstveröffentlichung: 24. September 2021 SMA Kids feat. Luca Hänni |

## Musikvideos
| Jahr | Titel                   | Regisseur(e)     |
| ---- | ----------------------- | ---------------- |
| 2012 | Don’t Think About Me    |                  |
| 2012 | I Will Die for You      | Oliver Sommer    |
| 2013 | Shameless               | Nikolaj Georgiew |
| 2014 | Good Time               |                  |
| 2014 | I Can’t Get No Sleep    |                  |
| 2014 | Only One You            | Dominic Beyeler  |
| 2015 | Set the World on Fire   |                  |
| 2015 | Wonderful               |                  |
| 2018 | Signs                   |                  |
| 2019 | She Got Me              |                  |
| 2019 | Bella Bella             |                  |
| 2020 | Nie mehr allein         |                  |
| 2020 | Diamant                 |                  |
| 2021 | Wo warst du             |                  |
| 2021 | Durch die Nacht         |                  |
| 2021 | Just You and Me         |                  |
| 2021 | Herz durch die Wand     |                  |
| 2022 | Warum musstest du gehen |                  |
| 2022 | Ma bonita               | Oliver Sommer    |
| 2023 | Trompete                |                  |

## Sonderveröffentlichungen

### Lieder
| Jahr | Titel Album                                                                  | Anmerkungen                                                   |
| ---- | ---------------------------------------------------------------------------- | ------------------------------------------------------------- |
| 2023 | Alé Sing meinen Song – Das Schweizer Tauschkonzert, Vol. 4                   | Erstveröffentlichung: 10. März 2023 Original: Eaz & Xen       |
| 2023 | Asche im Wind Sing meinen Song – Das Schweizer Tauschkonzert, Vol. 4         | Erstveröffentlichung: 10. März 2023 Original: Seven           |
| 2023 | Diamant Sing meinen Song – Das Schweizer Tauschkonzert, Vol. 4               | Erstveröffentlichung: 10. März 2023 mit Eaz                   |
| 2023 | Gib mer e Chance Sing meinen Song – Das Schweizer Tauschkonzert, Vol. 4      | Erstveröffentlichung: 10. März 2023 Original: Baschi          |
| 2023 | Gib mer e Chance Sing meinen Song – Das Schweizer Tauschkonzert, Vol. 4      | Erstveröffentlichung: 10. März 2023 mit Baschi                |
| 2023 | Jede bruucht sy Insel Sing meinen Song – Das Schweizer Tauschkonzert, Vol. 4 | Erstveröffentlichung: 10. März 2023 Original: Peter Reber     |
| 2023 | Let It Go Sing meinen Song – Das Schweizer Tauschkonzert, Vol. 4             | Erstveröffentlichung: 10. März 2023 Original: Anna Rossinelli |
| 2023 | Running in My Mind Sing meinen Song – Das Schweizer Tauschkonzert, Vol. 4    | Erstveröffentlichung: 10. März 2023 Original: Joya Marleen    |

### Videoalben
| Jahr | Titel Musiklabel                 | Anmerkungen                                                                  |
| ---- | -------------------------------- | ---------------------------------------------------------------------------- |
| 2012 | Best of Luca Hänni Polydor (UMG) | Erstveröffentlichung: 18. Mai 2012 Teil von My Name Is Luca (Deluxe Edition) |

## Statistik

### Chartauswertung
|                     | DE    | AT    | CH    |
| ------------------- | ----- | ----- | ----- |
| Nummer-eins-Alben   | DE—DE | AT1AT | CH2CH |
| Top-10-Alben        | DE1DE | AT2AT | CH5CH |
| Alben in den Charts | DE5DE | AT4AT | CH5CH |

|                       | DE    | AT    | CH     |
| --------------------- | ----- | ----- | ------ |
| Nummer-eins-Singles   | DE1DE | AT1AT | CH2CH  |
| Top-10-Singles        | DE1DE | AT1AT | CH2CH  |
| Singles in den Charts | DE4DE | AT4AT | CH14CH |

### Auszeichnungen für Musikverkäufe
Anmerkung: Auszeichnungen in Ländern aus den Charttabellen bzw. Chartboxen sind in ebendiesen zu finden.
| Land/RegionAuszeichnungen für Musikverkäufe (Land/Region, Auszeichnungen, Verkäufe, Quellen) | Gold     | Platin  | Verkäufe | Quellen      |
| -------------------------------------------------------------------------------------------- | -------- | ------- | -------- | ------------ |
| Österreich (IFPI)                                                                            | Gold1    | —       | 10.000   | ifpi.at      |
| Schweiz (IFPI)                                                                               | 2× Gold2 | Platin1 | 50.000   | hitparade.ch |
| Insgesamt                                                                                    | 3× Gold3 | Platin1 |          |              |